# Крестовоздвиженская церковь (Белица)
Крестовоздвиженская церковь — православный храм в селе Белица (Лидский район). Расположен на кладбище. Памятник народного строительства Беларуси.

## История
Построен во второй половине XIX века, в 1895 году на месте храма середины XVI века. Сам храм выстроен из дерева. Перестроен в 1928 году. Открыт в 1988 году.
Финансирование строительства осуществлялось за счет прихожан и средств, собираемых с 1873 года по 1875 год.
В настоящее время здание Крестовоздвиженской церкви отреставрировано и находится в хорошем состоянии. Он внесен в Государственный список историко-культурных ценностей Республики Беларусь и охраняется государством

## Архитектура
Церковь представляет собой прямоугольный объём, перекрытый двускатной крышей, переходящей в вальмовую над трёхсторонней апсидой. Над фронтоном главного фасада возвышается восьмиконечная шатровая башня — звонница с маком на конце. Над апсидой возведен выпуклый купол на гранёном барабане. На фоне горизонтального и вертикального рисунка фасадов выделяются прямоугольные оконные проёмы в простой лепнине. Вход организован через небольшой тамбур под двускатной крышей. Зал церкви перекрыт филенчатым плоским потолком на арках, над входом расположены хоры на четырёх столбах, к которым ведёт боковая лестница. Стены расписаны живописными панорамами.